# Solana (Cagayan)
Solana ist eine Stadtgemeinde im Süden der philippinischen Provinz Cagayan. Sie grenzt südlich an die Provinz Kalinga. Im Jahre 2015 zählte sie 82.502 Einwohner. Die archäologischen Ausgrabungsstätten im Cagayan Valley, die auf dem Gemeindegebiet liegen, stehen seit 2006 auf der Vorschlagsliste der Philippinen zur Aufnahme in die Welterbeliste der UNESCO. 
Solana ist in die folgenden 38 Baranggays aufgeteilt:
| - Andarayan North - Andarayan South - Lannig - Bangag - Bantay - Basi East - Basi West - Bauan East - Bauan West - Cadaanan - Calamagui - Calillauan | - Carilucud - Cattaran - Centro Northeast - Centro Northwest - Centro Southeast - Centro Southwest - Dassun - Furagui - Gadu - Gen. Eulogio Balao - Iraga - Lanna - Lingu | - Maguirig - Nabbotuan - Nangalisan - Natappian East - Padul - Palao - Parug-parug - Pataya - Sampaguita - Maddarulug - Malalam-Malacabibi - Natappian West - Ubong |